# Dendromus insignis
Dendromus insignis är en däggdjursart som först beskrevs av Thomas 1903.  Dendromus insignis ingår i släktet Dendromus och familjen Nesomyidae. Inga underarter finns listade i Catalogue of Life.
Arten blir 7,8 till 9,2 cm lång (huvud och bål), har en 8,2 till 11,1 cm lång svans och väger 12 till 17 g. Bakfötterna är 2,0 till 2,3 cm långa och öronen är 1,2 till 1,8 cm stora. Den långa och mjuka pälsen på ovansidan har en rödbrun grundfärg med några variationer och på undersidan förekommer ljusare brun päls. Håren är nära roten mörkgrå och ibland är denna del av håren synlig vad som ger ett gråaktigt inslag i pälsfärgen. Svansen är uppdelad i en mörk ovansida samt en ljus undersida och den kan användas som gripverktyg. En mer eller mindre tydlig svart linje sträcker sig längs ryggens topp. Vid framtassarna är tummen och lillfingret förkrympta och de andra fingrarna är utrustade med långa klor. Vid bakfoten är endast stortån kort och alla andra tår bär klor. Dessutom är den femte tån motsättlig.
Denna gnagare förekommer med flera från varandra skilda populationer i östra Afrika. Utbredningsområdet sträcker sig över östra Kongo-Kinshasa, Uganda, Rwanda, Kenya och Tanzania. Arten vistas i bergstrakter mellan 1500 och 4700 meter över havet. Habitatet utgörs av gräsmarker, områden nära vattenansamlingar med tät vegetation samt av skogar. Dendromus insignis besöker även hedområden på bergstoppar.
Individerna går på marken och klättrar i växtligheten. De är nattaktiva och har gräsfrön samt insekter som föda. Boet av grässtrån byggs själv eller Dendromus insignis övertar övergivna fågelbon. Honan föder vanligen fyra ungar per kull och ibland upp till sju ungar.
Lokalt kan beståndet påverkas när gräsmarkerna omvandlas till jordbruksmark. Dendromus insignis är allmänt sällsynt (aldrig mer än 10 procent av alla små däggdjur i en region). Utbredningsområdet är däremot stort. IUCN kategoriserar arten globalt som livskraftig.